# SV Stegersbach
Der SV Stegersbach ist ein österreichischer Fußballverein im burgenländischen Stegersbach. Der Klub spielt seit der Saison 2019/20 in der II. Liga Süd, der fünfthöchsten Liga Österreichs.

## Geschichte
Der SV Stegersbach wurde 1929 vom Gastwirt Adolf Neubauer und den Lehrern Johann Leirer, Emmerich Matthauser und Kurt Groß gegründet. Den ersten großen Erfolg feierte der Verein 2003/04 mit dem Aufstieg als Meister 2. Liga Süd in die viertklassige Landesliga Burgenland. Im Zuge dessen wurde im Oktober 2006 eine neue Tribüne mit 470 überdachten Sitzplätzen und 200 Stehplätzen eröffnet. 2007/08 konnte der Verein als Meister der Landesliga Burgenland in die Regionalliga Ost aufsteigen, musste aber nach nur einem Jahr wieder in die Landesliga absteigen. 2010/2011 wurde  der Verein wieder Meister der Burgenlandliga und spielte ab der Saison 2011/2012 wieder  in der dritthöchsten Liga Österreichs. Nach einem 14. Platz in der Saison 2014/15 stieg Stegersbach neuerlich in die Burgenlandliga ab.

## Erfolge
- 2 × Burgenländischer Landesmeister: 2008, 2011